# FIA GT

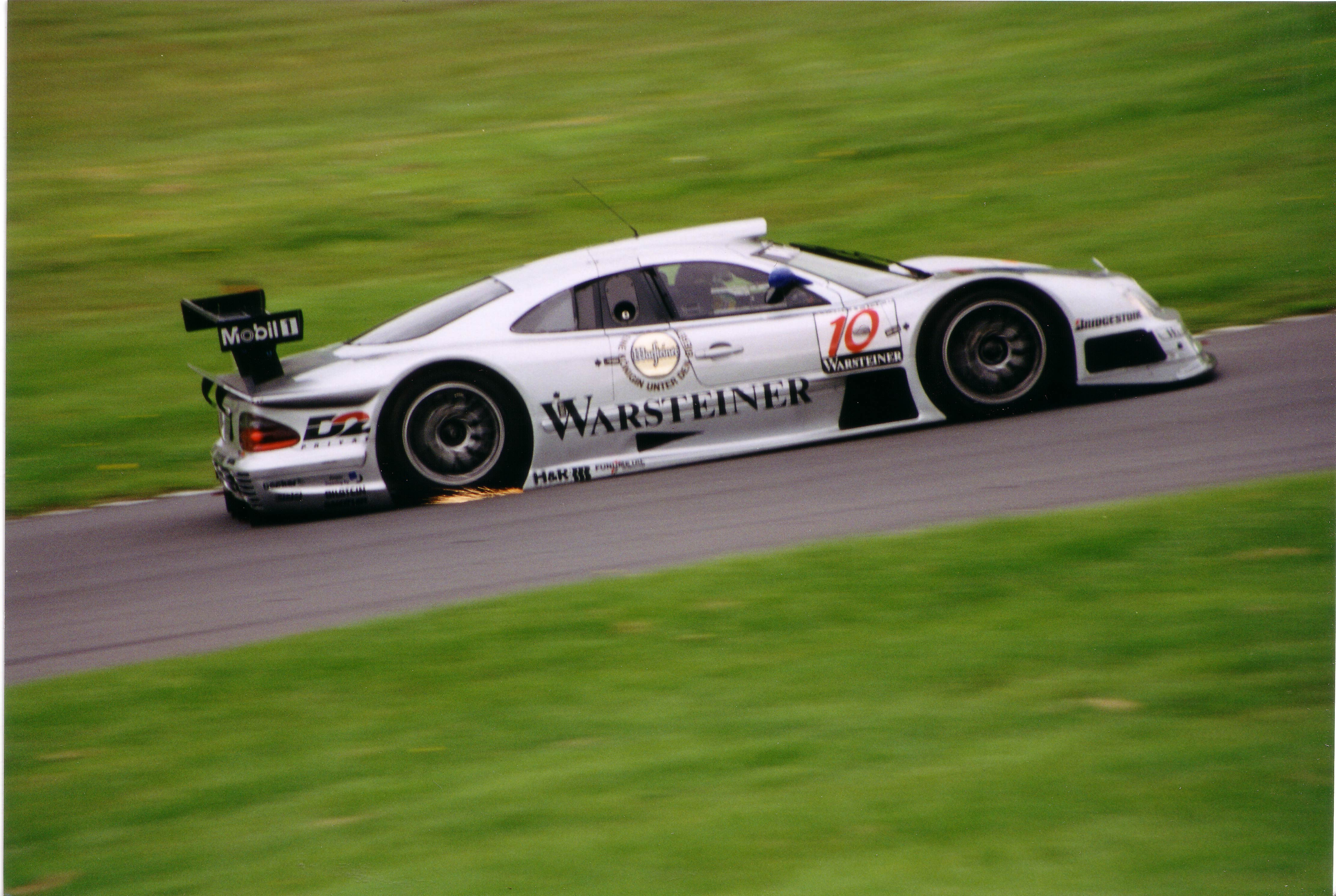
Mercedes-Benz CLK-GTR (1997)

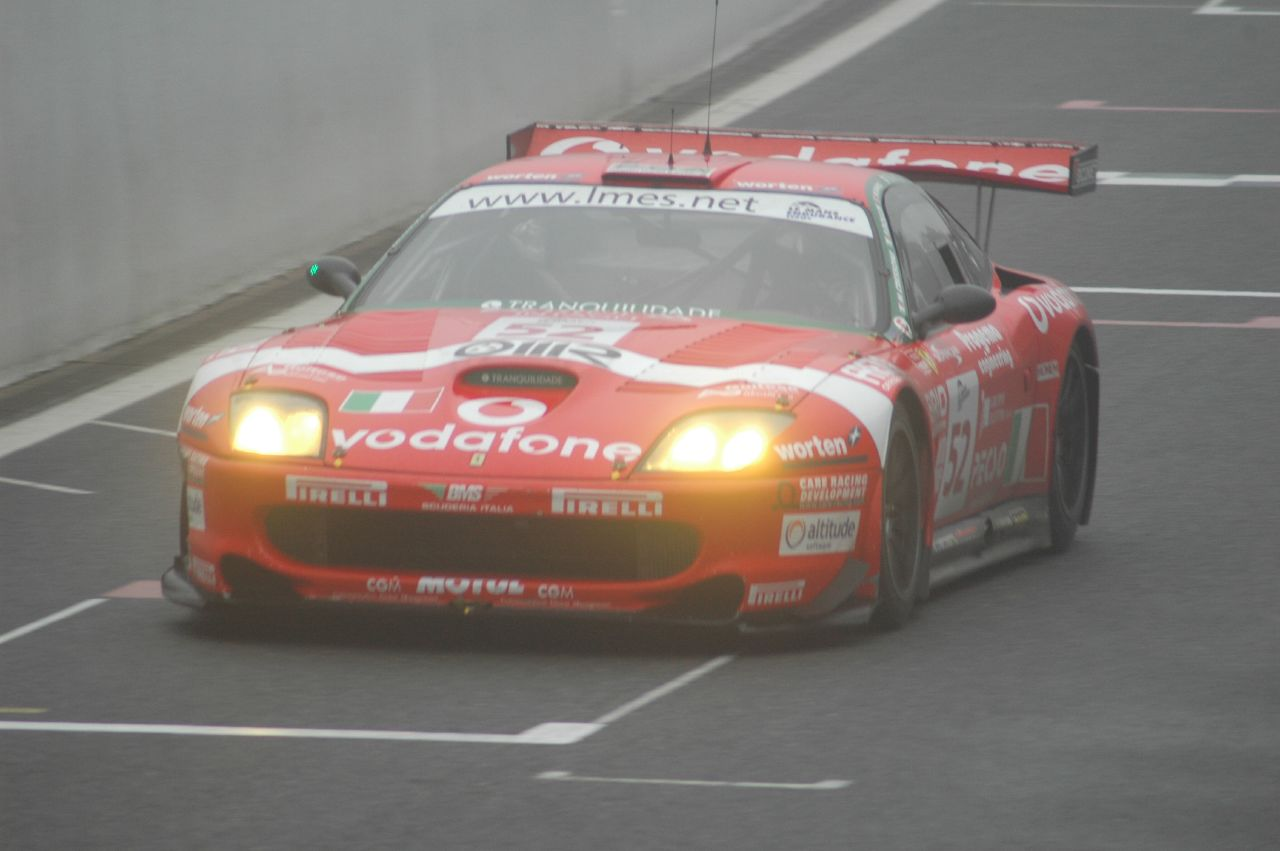
Ferrari 550 Maranello týmu BMS Scuderia Italia (2005)

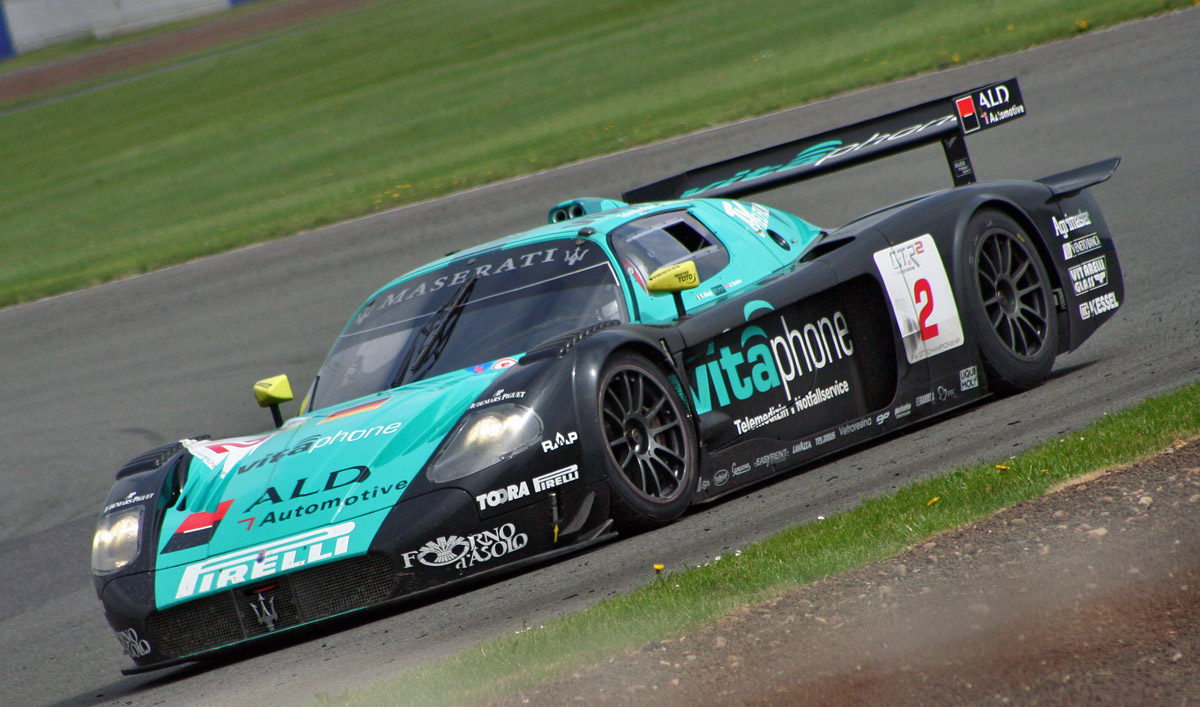
Vůz Maserati MC12 GT1 týmu Vitaphone Racing (2006)

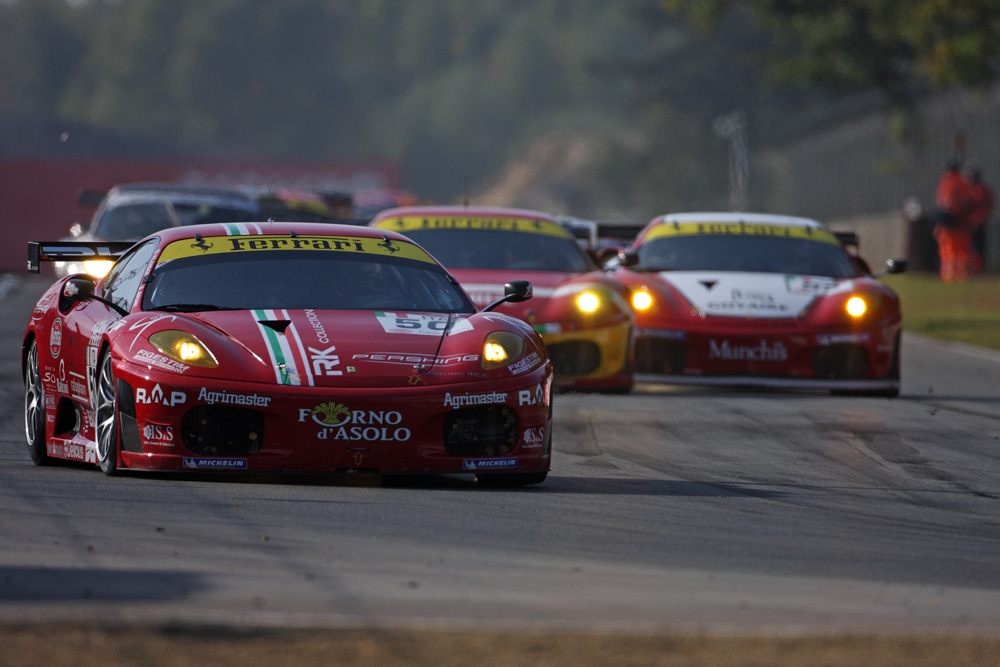
Vozy Ferrari F430 kategorie GT2 (2008)

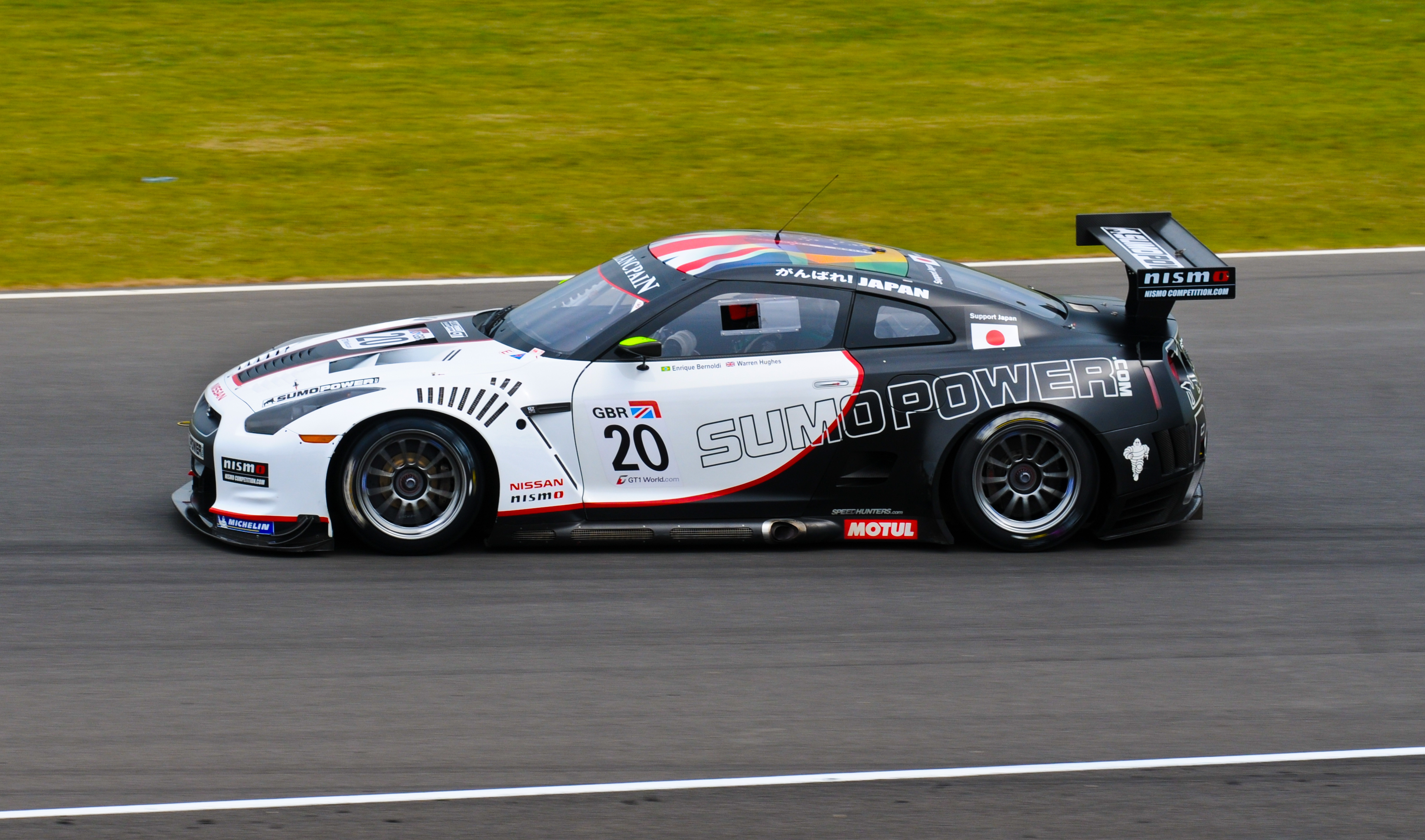
Nissan GT-R týmu Sumo Power (2011)

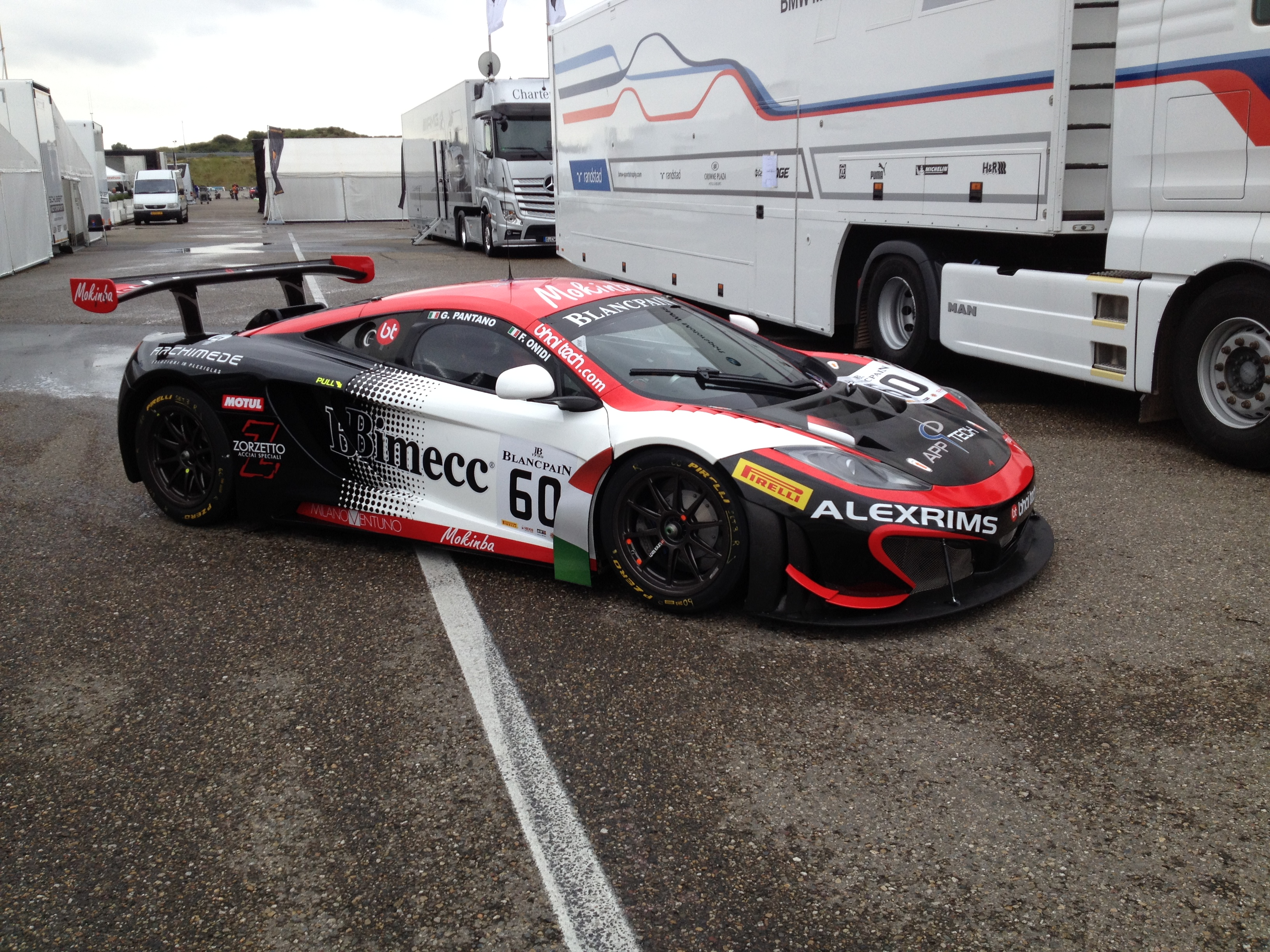
McLaren MP4-12C GT3 (2014)

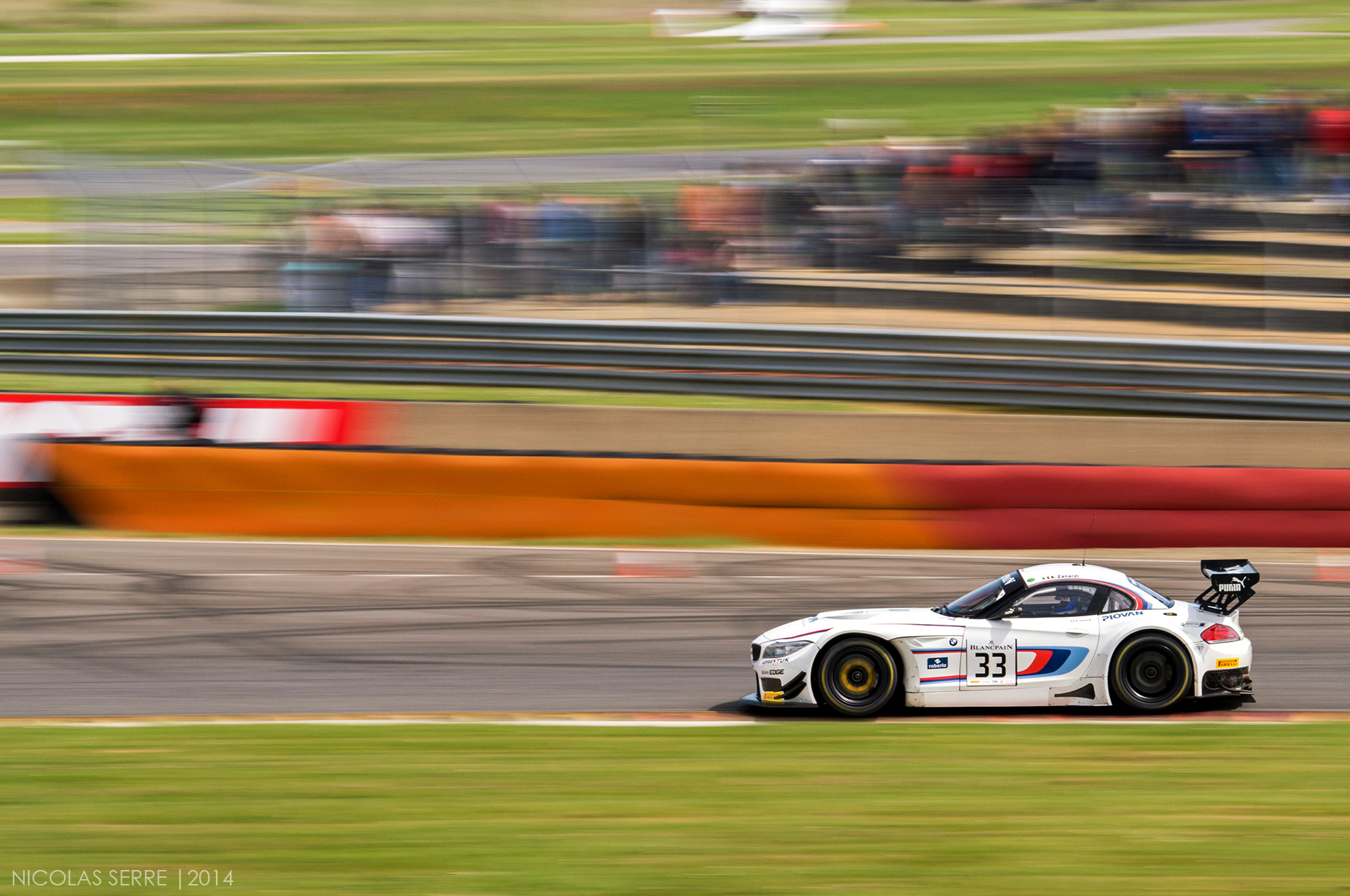
BMW Z4 GT3 týmu ROAL Motorsport (2014)

FIA GT je název seriálu závodů sportovních GT vozů, jehož kořeny sahají do roku 1994. První ročník seriálu označovaného jako FIA GT Championship se konal v roce 1997, ale již v letech 1994–1996 byl pořádán šampionát zvaný BPR Global GT Series, který byl přímým předchůdcem FIA GT. Promotérem a pořadatelem seriálu je společnost SRO Group, kterou založil francouzský bývalý automobilový závodník Stéphane Ratel. Závody se konají pod záštitou Mezinárodní automobilové federace (FIA).
V češtině se těmto závodům běžně slangově říká „gétéčka“, i když toto označení se používá i pro jakýkoli jiný vůz typu gran turismo.
Jednotlivé fáze vývoje seriálu:
- 1994–1996 – BPR Global GT Series (pořádáno nezávisle na FIA)
- 1997–2009 – FIA GT Championship
- 2010–2012 – FIA GT1 World Championship (status mistrovství světa)
- 2013–dnes – FIA GT Series (v roce 2014 přejmenováno na Blancpain Sprint Series)

V roce 2001 byly jednotlivé závodní víkendy z reklamních důvodů také známy jako Eurosport Super Racing Weekend, v letech 2002–2004 pak jako LG Super Racing Weekend.

## Historie

### Chronologie

#### BPR
- 1994 – Na odkazu zaniklého mistrovství světa sportovních vozů je založena série BPR Global GT Series. Vypsány jsou kategorie GT1, GT2, GT3 a GT4.
- 1996 – Kategorie GT3 a GT4 zrušeny.

#### FIA GT
- 1997 – Vysoký zájem továrních týmů Mercedes, McLaren a Porsche o účast v šampionátu. Nové vozy jsou nejrychlejší, jaké se kdy seriálu zúčastnily a pohybují na rozmezí GT vozu a prototypu. Záštitu nad seriálem přebírá FIA.
- 1999 – Z důvodu dominance Mercedesu ztratili McLaren a Porsche o účast v šampionátu zájem. Kategorie GT1 byla následně zcela zrušena. Její místo zaujímá dosavadní kategorie GT2, která je přejmenována na GT. Druhá kategorie pro tento rok vyhlášena není.
- 2000 – Jako sekundární kategorie je vyhlášena třída N-GT.
- 2005 – Třída GT přejmenována na GT1, třída N-GT na GT2.
- 2007 – Délka běžného závodu z důvodů lepší marketingové použitelnosti (TV práva) zredukována ze 3 na 2 hodiny.

#### FIA GT1
- 2010 - Seriál získal status mistrovství světa a nazývá se FIA GT1 World Championship. V rámci snižování nákladů došlo ke zvýšení minimální předepsané hmotnosti vozů. Výkon jednotlivých vozů byl před sezonou uměle vyrovnán (tzv. "balance of power" – BoP), aby byly závody divácky atraktivnější. Délka všech závodů zredukována na jednu hodinu, během níž se za volantem musí vystřídat oba piloti. Závod 24 hodin Spa je nyní součástí sesterského šampionátu Blancpain Endurance Series.
- 2012 – Vozy specifikace GT1 zrušeny, nahrazeny vozy specifikace GT3. Seriál se i přesto dále nazývá FIA GT1 World Championship a uchovává si status mistrovství světa.

#### FIA GT Series
- 2013 – Status mistrovství světa ztracen, seriál se nyní nazývá FIA GT Series.
- 2014 – Z reklamních důvodů dochází k přejmenování seriálu na Blancpain Sprint Series. Vše ostatní zůstává při starém.

### Přehled
| Sezóna | Oficiální název série                 | Status            | Třídy              | Formát závodů                    |
| ------ | ------------------------------------- | ----------------- | ------------------ | -------------------------------- |
| 1994   | International GT Endurance Series     | mezinárodní série | GT1, GT2, GT3, GT4 | 4 hod., 1000 km, 3 hod.          |
| 1995   | BPR Global GT Endurance Series        | mezinárodní série | GT1, GT2, GT3, GT4 | 4 hod., 1000 km, 3 hod.          |
| 1996   | BPR International Endurance GT Series | mezinárodní série | GT1, GT2           | 4 hod., 1000 km                  |
| 1997   | FIA GT Championship                   | mezinárodní série | GT1, GT2           | 4 hod., 3 hod., 1000 km          |
| 1998   | FIA GT Championship                   | mezinárodní série | GT1, GT2           | 500 km, 1000 km                  |
| 1999   | FIA GT Championship                   | mezinárodní série | GT (ex-GT2)        | 500 km / 3 hod., 500 mil, 3 hod. |
| 2000   | FIA GT Championship                   | mezinárodní série | GT, N-GT           | 500 km / 3 hod.                  |
| 2001   | FIA GT Championship                   | mezinárodní série | GT, N-GT           | 500 km / 3 hod., 24 hod.         |
| 2002   | FIA GT Championship                   | mezinárodní série | GT, N-GT           | 500 km / 3 hod., 24 hod.         |
| 2003   | FIA GT Championship                   | mezinárodní série | GT, N-GT           | 500 km / 3 hod., 24 hod.         |
| 2004   | FIA GT Championship                   | mezinárodní série | GT, N-GT           | 500 km / 3 hod., 24 hod.         |
| 2005   | FIA GT Championship                   | mezinárodní série | GT1, GT2           | 500 km / 3 hod., 24 hod., 2 hod. |
| 2006   | FIA GT Championship                   | mezinárodní série | GT1, GT2           | 500 km / 3 hod., 24 hod.         |
| 2007   | FIA GT Championship                   | mezinárodní série | GT1, GT2           | 2 hod., 24 hod.                  |
| 2008   | FIA GT Championship                   | mezinárodní série | GT1, GT2           | 2 hod., 24 hod.                  |
| 2009   | FIA GT Championship                   | mezinárodní série | GT1, GT2           | 2 hod., 24 hod.                  |
| 2010   | FIA GT1 World Championship            | mistrovství světa | GT1                | (2 ×) 1 hod.                     |
| 2011   | FIA GT1 World Championship            | mistrovství světa | GT1                | (2 ×) 1 hod.                     |
| 2012   | FIA GT1 World Championship            | mistrovství světa | GT3                | (2 ×) 1 hod.                     |
| 2013   | FIA GT Series                         | mezinárodní série | GT3                | (2 ×) 1 hod.                     |
| 2014   | Blancpain Sprint Series               | mezinárodní série | GT3                | (2 ×) 1 hod.                     |
| Sezóna | Oficiální název série                 | Status            | Třídy              | Formát závodů                    |

## Přehled celkových vítězů
Bodování pilotů/posádek a týmů je na sobě nezávislé – jedná se o oddělené klasifikace. Vítěz bodování pilotů tedy může pocházet ze zcela jiného týmu než je vítěz bodování týmů a naopak.

### 1994–1996:BPR Global GT Series
Celkové výsledky vyhlašovány jen pro nejvyšší kategorii vozů – GT1.
| Sezóna | Klasifikace jezdců         |                                  | Klasifikace týmů                    |
| ------ | -------------------------- | -------------------------------- | ----------------------------------- |
| 1994   | nevyhlášeno                | nevyhlášeno                      | nevyhlášeno                         |
| 1995   | Thomas Bscher John Nielsen |                                  | David Price Racing (McLaren F1 GTR) |
| 1996   | Ray Bellm James Weaver     | GTC Competition (McLaren F1 GTR) |                                     |

### 1997–2009:FIA GT Championship
| Sezóna | Klasifikace jezdců                      | Klasifikace jezdců                   |                                                 | Klasifikace týmů                                  | Klasifikace týmů |
| Sezóna | GT1                                     | GT2                                  | GT1                                             | GT2                                               |                  |
| ------ | --------------------------------------- | ------------------------------------ | ----------------------------------------------- | ------------------------------------------------- | ---------------- |
| 1997   | Bernd Schneider                         | Justin Bell                          | AMG-Mercedes (Mercedes CLK-GTR)                 | Chrysler Viper Team Oreca (Chrysler Viper)        |                  |
| 1998   | Klaus Ludwig Ricardo Zonta              | Olivier Beretta Pedro Lamy           | AMG-Mercedes (Mercedes CLK-GTR)                 | Chrysler Viper Team Oreca (Chrysler Viper)        |                  |
|        | GT                                      | GT                                   | GT                                              | GT                                                |                  |
| 1999   | Olivier Beretta Karl Wendlinger         | Olivier Beretta Karl Wendlinger      | Chrysler Viper Team Oreca (Chrysler Viper)      | Chrysler Viper Team Oreca (Chrysler Viper)        |                  |
|        | GT                                      | N-GT                                 | GT                                              | N-GT                                              |                  |
| 2000   | Julian Bailey Jamie Campbell-Walter     | Christophe Bouchut Patrice Goueslard | Lister Racing (Lister Storm)                    | Larbre Compétition (Porsche 911 GT3-R)            |                  |
| 2001   | Christophe Bouchut Jean-Philippe Belloc | Christian Pescatori David Terrien    | Larbre Compétition (Chrysler Viper GTS-R)       | JMB Competition (Ferrari 360 Modena)              |                  |
| 2002   | Christophe Bouchut                      | Stéphane Ortelli                     | Larbre Compétition (Chrysler Viper GTS-R)       | Freisinger Motorsport (Porsche 911 GT3-RS)        |                  |
| 2003   | Thomas Biagi Matteo Bobbi               | Stéphane Ortelli Marc Lieb           | BMS Scuderia Italia (Ferrari 550-GTS Maranello) | Freisinger Motorsport (Porsche 911 GT3-RS)        |                  |
| 2004   | Fabrizio Gollin Luca Cappellari         | Sascha Maassen Lucas Luhr            | BMS Scuderia Italia (Ferrari 550-GTS Maranello) | Yukos Freisinger Motorsport (Porsche 911 GT3-RSR) |                  |
|        | GT1                                     | GT2                                  | GT1                                             | GT2                                               |                  |
| 2005   | Gabriele Gardel                         | Marc Lieb Mike Rockenfeller          | Vitaphone Racing Team (Maserati MC12 GT1)       | GruppeM Racing (Porsche 911 GT3-RSR)              |                  |
| 2006   | Michael Bartels Andrea Bertolini        | Jaime Melo                           | Vitaphone Racing Team (Maserati MC12 GT1)       | AF Corse (Ferrari F430 GT2)                       |                  |
| 2007   | Thomas Biagi                            | Dirk Müller Toni Vilander            | Vitaphone Racing Team (Maserati MC12 GT1)       | Motorola AF Corse (Ferrari F430 GT2)              |                  |
| 2008   | Michael Bartels Andrea Bertolini        | Gianmaria Bruni Toni Vilander        | Vitaphone Racing Team (Maserati MC12 GT1)       | AF Corse (Ferrari F430 GT2)                       |                  |
| 2009   | Michael Bartels Andrea Bertolini        | Richard Westbrook                    | Vitaphone Racing Team (Maserati MC12 GT1)       | AF Corse (Ferrari F430 GT2)                       |                  |

V některých sezonách byla též vyhlášena klasifikace jednotlivých značek:
| Sezóna | GT1          | GT2         |
| ------ | ------------ | ----------- |
| 2005   | Maserati     | Porsche     |
| 2006   | Aston Martin | Ferrari     |
| 2007   | Maserati     | Ferrari     |
| 2008   | nevyhlášeno  | nevyhlášeno |
| 2009   | nevyhlášeno  | Ferrari     |

### 2010–2012:FIA GT1 World Championship
Status mistrovství světa, tzn. vítězové zároveň získali titul mistra světa.
| Sezóna | Klasifikace jezdců               |                                                             | Klasifikace týmů |
| ------ | -------------------------------- | ----------------------------------------------------------- | ---------------- |
| 2010   | Michael Bartels Andrea Bertolini | Vitaphone Racing Team (Maserati MC12 GT1)                   |                  |
| 2011   | Michael Krumm Lucas Luhr         | Hexis AMR (Aston Martin DBR9)                               |                  |
| 2012   | Marc Basseng Marcus Winkelhock   | All-Inkl.com Münnich Motorsport (Mercedes-Benz SLS AMG GT3) |                  |

V roce 2010 byla též vyhlášena klasifikace značek, kde zvítězil Aston Martin. Klasifikace značek však nebyla oficiálně uznána FIA, jednalo se o cenu udílenou promotérem šampionátu SRO Group.

### 2013–:FIA GT Series/ Blancpain Sprint Series
| Sezóna | Pro Cup                           | Pro-Am Cup                        | Gentlemen's Trophy (Silver Cup) |
| ------ | --------------------------------- | --------------------------------- | ------------------------------- |
| 2013   | Stéphane Ortelli Laurens Vanthoor | Sergej Afanasjev Andreas Simonsen | Petr Charouz Jan Šťovíček       |
| 2014   | Maximilian Götz                   | Marc Basseng Alessandro Latif     | Vincent Abril Mateusz Lisowski  |

| Sezóna | Pro Cup                                        | Pro-Am Cup                                             | Gentlemen's Trophy (Silver Cup)                        |
| ------ | ---------------------------------------------- | ------------------------------------------------------ | ------------------------------------------------------ |
| 2013   | Belgian Audi Club Team WRT (Audi R8 LMS ultra) | HTP Gravity Charouz Racing (Mercedes-Benz SLS AMG GT3) | HTP Gravity Charouz Racing (Mercedes-Benz SLS AMG GT3) |
| 2014   | Belgian Audi Club Team WRT (Audi R8 LMS ultra) | Phoenix Racing (Audi R8 LMS ultra)                     | Belgian Audi Club Team WRT (Audi R8 LMS ultra)         |

poznámky
1. 1 2  Pro Cup – „královská“ kategorie, klasifikace pouze pro profesionální piloty/posádky.
2. 1 2  Pro-Am Cup – posádku týmu může tvořit nanejvýš jeden profesionální pilot.
3. 1 2  Gentlemen's Trophy / Silver Cup – bodování „amatérů“ (pouze neprofesionální piloti, držitelé nejvýše stříbrné licence FIA).

## Okruhy
V kalendáři seriálu se v průběhu let objevilo několik významných tradičních závodů s vlastní dlouhou historií. Je to zejm. vytrvalostní závod 24 hodin Spa, který se v rámci seriálu FIA GT Championship jel nepřetržitě od r. 2001 do r. 2009. Dále je to např. závod 1000 km Suzuky. Vítězům závodů FIA GT na Silverstone byly též v průběhu let udíleny prestižní britské trofeje British Empire Trophy a RAC Tourist Trophy (neplést s motocyklovou Tourist Trophy na ostrově Man).

### Přehled
Toto je přehled všech okruhů, které kdy byly součástí seriálu závodů FIA GT. Tabulku lze řadit podle několika kritérií. Číslo za názvem okruhu značí počet závodů FIA GT, které se kdy na daném okruhu konaly. Svislé sloupce značí jednotlivé sezony, zeleně zbarvené políčko znamená, že okruh byl v daný rok součástí seriálu. Číslo v zeleném políčku pak udává pořadí okruhu v závodním kalendáři daného roku. Každou sezonu lze seřadit podle pořadí jednotlivých okruhů v kalendáři.
| Okruh                   | Okruh                 | Okruh | BPR | BPR | BPR | FIA GT | FIA GT | FIA GT | FIA GT | FIA GT | FIA GT | FIA GT | FIA GT | FIA GT | FIA GT | FIA GT | FIA GT | FIA GT | FIA GT1 | FIA GT1 | FIA GT1 | *   | *   | *   |
| Okruh                   | Okruh                 | Okruh | '94 | '95 | '96 | '97    | '98    | '99    | '00    | '01    | '02    | '03    | '04    | '05    | '06    | '07    | '08    | '09    | '10     | '11     | '12     | '13 | '14 | '15 |
|                         | Název                 |       |     |     |     |        |        |        |        |        |        |        |        |        |        |        |        |        |         |         |         |     |     |     |
| ----------------------- | --------------------- | ----- | --- | --- | --- | ------ | ------ | ------ | ------ | ------ | ------ | ------ | ------ | ------ | ------ | ------ | ------ | ------ | ------- | ------- | ------- | --- | --- | --- |
| Spojené arabské emiráty | Abú Dhabí             | 2     |     |     |     |        |        |        |        |        |        |        |        |        |        |        |        |        | 1       | 1       |         |     |     |     |
| Itálie                  | Adria                 | 4     |     |     |     |        |        |        |        |        |        |        |        |        | 9      | 7      | 3      | 2      |         |         |         |     |     |     |
| Portugalsko             | Algarve               | 6     |     |     |     |        |        |        |        |        |        |        |        |        |        |        |        | 6      | 7       | 3       | 5       |     | 5   | 5   |
| Švédsko                 | Anderstorp            | 4     |     | 8   | 6   |        |        |        |        |        | 5      | 7      |        |        |        |        |        |        |         |         |         |     |     |     |
| Bahrajn                 | Bahrajn               | 1     |     |     |     |        |        |        |        |        |        |        |        | 11     |        |        |        |        |         |         |         |     |     |     |
| Ázerbájdžán             | Baku                  | 3     |     |     |     |        |        |        |        |        |        |        |        |        |        |        |        |        |         |         |         | 6   | 7   | 7   |
| Španělsko               | Barcelona             | 1     |     |     |     |        |        |        |        |        |        | 1      |        |        |        |        |        |        |         |         |         |     |     |     |
| Spojené království      | Brands Hatch          | 3     |     |     | 8   |        |        |        |        |        |        |        |        |        |        |        |        |        |         |         |         |     | 2   | 2   |
| Česko                   | Brno                  | 10    |     |     |     |        |        |        | 9      | 2      | 3      | 4      | 5      | 5      | 2      | 8      | 7      |        | 3       |         |         |     |     |     |
| Rumunsko                | Bukurešť              | 2     |     |     |     |        |        |        |        |        |        |        |        |        |        | 3      | 6      |        |         |         |         |     |     |     |
| Francie                 | Dijon-Prenois         | 3     | 3   |     |     |        | 4      |        |        |        |        |        |        |        | 6      |        |        |        |         |         |         |     |     |     |
| Spojené království      | Donington Park        | 8     |     | 6   |     | 8      | 7      | 7      |        |        | 9      | 5      | 6      |        |        |        |        |        |         |         | 9       |     |     |     |
| Spojené arabské emiráty | Dubaj                 | 3     |     |     |     |        |        |        |        |        |        |        | 10     | 10     | 10     |        |        |        |         |         |         |     |     |     |
| Itálie                  | Enna-Pergusa          | 2     |     |     |     |        |        |        |        |        | 8      | 3      |        |        |        |        |        |        |         |         |         |     |     |     |
| Portugalsko             | Estoril               | 4     |     |     |     |        |        |        | 2      | 11     | 10     | 9      |        |        |        |        |        |        |         |         |         |     |     |     |
| Čína                    | Goldenport            | 1     |     |     |     |        |        |        |        |        |        |        |        |        |        |        |        |        |         | 9       |         |     |     |     |
| Finsko                  | Helsinki              | 1     |     |     |     | 3      |        |        |        |        |        |        |        |        |        |        |        |        |         |         |         |     |     |     |
| Německo                 | Hockenheimring        | 4     |     |     |     | 1      | 3      | 3      |        |        |        |        | 4      |        |        |        |        |        |         |         |         |     |     |     |
| Spojené státy americké  | Homestead             | 2     |     |     |     |        | 9      | 8      |        |        |        |        |        |        |        |        |        |        |         |         |         |     |     |     |
| Maďarsko                | Hungaroring           | 6     |     |     |     |        | 5      | 4      | 5      | 6      |        |        |        |        | 8      |        |        | 5      |         |         |         |     |     |     |
| Itálie                  | Imola                 | 2     |     |     |     |        |        |        |        |        |        |        | 8      | 4      |        |        |        |        |         |         |         |     |     |     |
| Brazílie                | Interlagos            | 1     |     |     |     |        |        |        |        |        |        |        |        |        |        |        |        |        | 9       |         |         |     |     |     |
| Turecko                 | Istanbul              | 1     |     |     |     |        |        |        |        |        |        |        |        | 8      |        |        |        |        |         |         |         |     |     |     |
| Španělsko               | Jarama                | 5     | 2   | 4   | 3   |        |        |        |        | 10     | 4      |        |        |        |        |        |        |        |         |         |         |     |     |     |
| Španělsko               | Jerez                 | 1     |     | 1   |     |        |        |        |        |        |        |        |        |        |        |        |        |        |         |         |         |     |     |     |
| Spojené státy americké  | Laguna Seca           | 2     |     |     |     | 11     | 10     |        |        |        |        |        |        |        |        |        |        |        |         |         |         |     |     |     |
| Německo                 | Lausitz               | 1     |     |     |     |        |        |        | 8      |        |        |        |        |        |        |        |        |        |         |         |         |     |     |     |
| Francie                 | Magny-Cours           | 6     |     |     |     |        |        |        | 10     | 3      | 1      | 2      | 3      | 2      |        |        |        |        |         |         |         |     |     |     |
| Itálie                  | Misano                | 1     |     |     |     |        |        |        |        |        |        |        |        |        |        |        |        |        |         |         |         |     |     | 6   |
| Francie                 | Montlhéry             | 2     | 4   | 7   |     |        |        |        |        |        |        |        |        |        |        |        |        |        |         |         |         |     |     |     |
| Itálie                  | Monza                 | 10    |     | 3   | 2   |        |        | 1      | 3      | 1      |        | 10     | 1      | 1      |        | 4      | 2      |        |         |         |         |     |     |     |
| Rusko                   | Moscow Raceway        | 1     |     |     |     |        |        |        |        |        |        |        |        |        |        |        |        |        |         |         | 7       |     |     |     |
| Rusko                   | Moscow City           | 1     |     |     |     |        |        |        |        |        |        |        |        |        |        |        |        |        |         |         |         |     |     | 4   |
| Itálie                  | Mugello               | 2     |     |     |     | 9      |        |        |        |        |        |        |        |        | 7      |        |        |        |         |         |         |     |     |     |
| Španělsko               | Navarra               | 4     |     |     |     |        |        |        |        |        |        |        |        |        |        |        |        |        | 8       | 6       | 3       | 5   |     |     |
| Francie                 | Nogaro                | 8     |     | 11  | 10  |        |        |        |        |        |        |        |        |        |        | 9      | 8      |        |         |         | 1       | 1   | 1   | 1   |
| Německo                 | Nürburgring           | 6     |     | 5   | 5   | 4      |        |        |        | 9      |        |        |        |        |        |        |        |        | 6       |         | 8       |     |     |     |
| Čína                    | Ordos                 | 1     |     |     |     |        |        |        |        |        |        |        |        |        |        |        |        |        |         | 8       |         |     |     |     |
| Německo                 | Oschersleben          | 10    |     |     |     |        | 1      | 6      |        |        | 6      | 8      | 9      | 7      | 3      | 5      | 4      | 3      |         |         |         |     |     |     |
| Francie                 | Paul Ricard           | 7     | 1   | 2   | 1   |        |        |        |        |        |        |        |        |        | 5      |        |        | 7      | 4       | 7       |         |     |     |     |
| Německo                 | Sachsenring           | 1     |     |     |     |        |        |        |        |        |        |        |        |        |        |        |        |        |         | 4       |         |     |     |     |
| Argentina               | San Luis              | 3     |     |     |     |        |        |        |        |        |        |        |        |        |        |        | 10     |        | 10      | 10      |         |     |     |     |
| Spojené státy americké  | Sebring               | 1     |     |     |     | 10     |        |        |        |        |        |        |        |        |        |        |        |        |         |         |         |     |     |     |
| Spojené království      | Silverstone           | 15    |     | 10  | 4   | 2      | 2      | 2      | 4      | 4      | 2      |        |        | 3      | 1      | 2      | 1      | 1      | 2       | 5       |         |     |     |     |
| Slovensko               | Slovakiaring          | 4     |     |     |     |        |        |        |        |        |        |        |        |        |        |        |        |        |         |         | 4+6     | 4   | 4   |     |
| Belgie                  | Spa-Francorchamps     | 13    | 6   |     | 9   | 5      |        |        |        | 7      | 7      | 6      | 7      | 6      | 4      | 6      | 5      | 4      | 5       |         |         |     |     |     |
| Japonsko                | Suzuka                | 5     | 7   | 9   | 7   | 7      | 6      |        |        |        |        |        |        |        |        |        |        |        |         |         |         |     |     |     |
| Španělsko               | Valencie              | 2     |     |     |     |        |        |        | 1      |        |        |        | 2      |        |        |        |        |        |         |         |         |     |     |     |
| Itálie                  | Vallelunga            | 1     | 5   |     |     |        |        |        |        |        |        |        |        |        |        |        |        |        |         |         |         |     |     |     |
| Spojené státy americké  | Watkins Glen          | 1     |     |     |     |        |        | 9      |        |        |        |        |        |        |        |        |        |        |         |         |         |     |     |     |
| Nizozemsko              | Zandvoort             | 2     |     |     |     |        |        |        |        |        |        |        |        |        |        |        |        |        |         |         |         | 3   | 3   |     |
| Rakousko                | Zeltweg               | 4     |     |     |     | 6      | 8      |        | 7      | 8      |        |        |        |        |        |        |        |        |         |         |         |     |     |     |
| Belgie                  | Zolder                | 11    |     |     |     |        |        | 5      | 6      | 5      |        |        |        |        |        | 10     | 9      | 8      |         | 2       | 2       | 2   | 6   | 3   |
| Čína                    | Žuhaj (International) | 4     |     |     |     |        |        | 10     |        |        |        |        | 11     | 9      |        | 1      |        |        |         |         |         |     |     |     |
| Čína                    | Žuhaj (Street)        | 3     | 8   | 12  | 11  |        |        |        |        |        |        |        |        |        |        |        |        |        |         |         |         |     |     |     |
| Okruh                   | Okruh                 | Okruh | '94 | '95 | '96 | '97    | '98    | '99    | '00    | '01    | '02    | '03    | '04    | '05    | '06    | '07    | '08    | '09    | '10     | '11     | '12     | '13 | '14 | '15 |
| Okruh                   | Okruh                 | Okruh | BPR | BPR | BPR | FIA GT | FIA GT | FIA GT | FIA GT | FIA GT | FIA GT | FIA GT | FIA GT | FIA GT | FIA GT | FIA GT | FIA GT | FIA GT | FIA GT1 | FIA GT1 | FIA GT1 | *   | *   | *   |

Poznámky
- Silverstone
  - 1995–1999: závod o British Empire Trophy
  - 2005–2011: závod o RAC Tourist Trophy
- Spa-Francorchamps
  - 2001–2009: závod 24 hodin Spa
- Suzuka
  - 1994–1998: závod 1000 km Suzuky

## Počítačové hry
- Sports Car GT (1999)
- Total Immersion Racing (2002)
- GTR – FIA GT Racing Game (2005)
- GTR 2 – FIA GT Racing Game (2006)
- Shift 2: Unleashed (2011)
- Assetto Corsa Competezione (2018)